# Bobby's Kodak
Bobby's Kodak  è un cortometraggio muto del 1908 diretto da Wallace McCutcheon.

## Produzione
Il film fu prodotto dalla American Mutoscope & Biograph.

## Distribuzione
Distribuito dalla American Mutoscope & Biograph, il film uscì nelle sale cinematografiche USA il 10 febbraio 1908. Fu il quarto film girato da Robert Harron che aveva esordito sugli schermi l'anno precedente, sempre diretto da McCutcheon, che era il regista di punta della casa di produzione prima di doversi ritirarsi per problemi di salute nel 1908.